# Émile Boucher
 (juin 2021).
Charles Émile Boucher, prénom usité Émile, est un parfumeur chimiste né à Paris le 30 novembre 1842, où il est mort le 18 mai 1892.

## Biographie

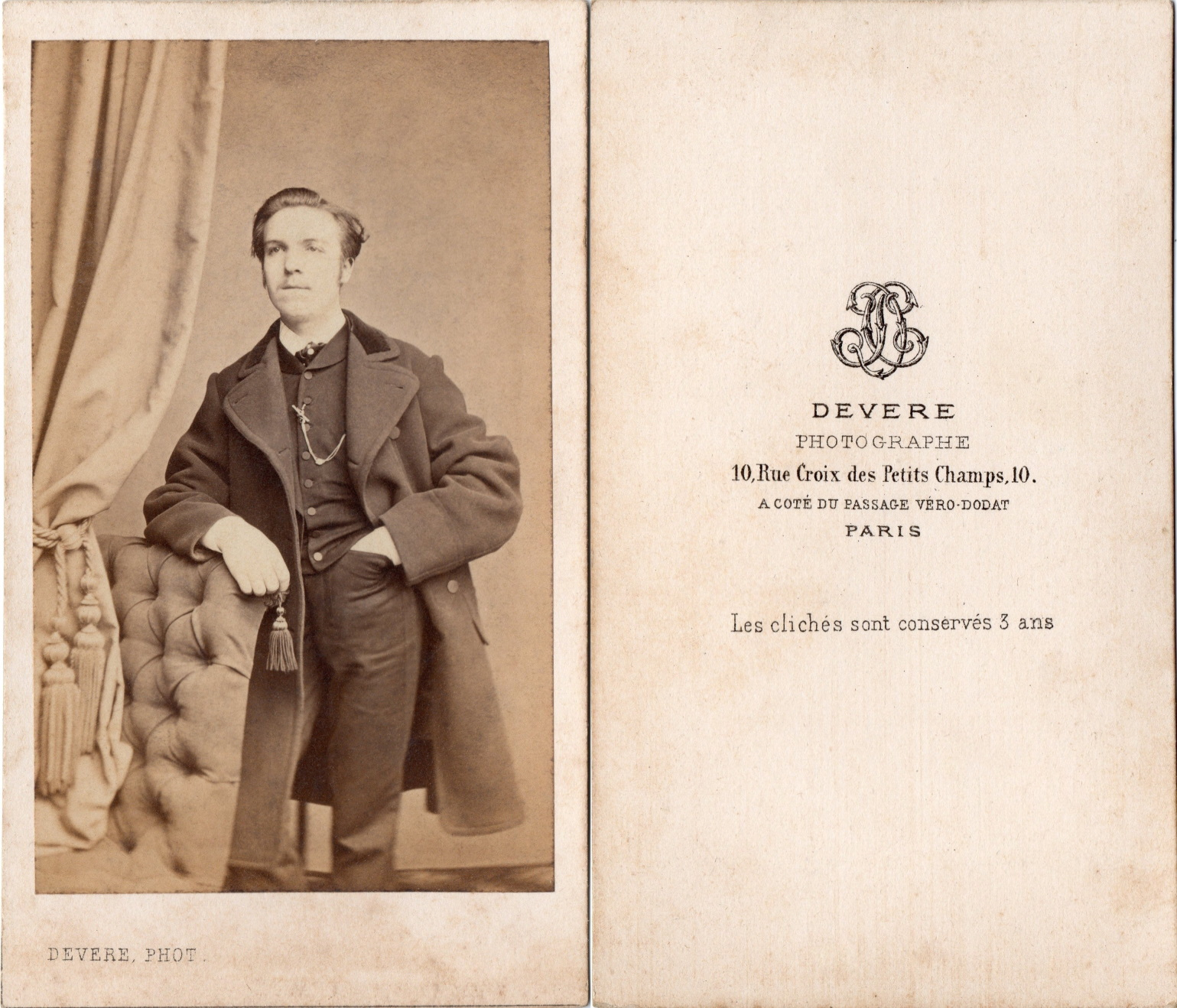
Émile Boucher coiffeur en 1864 par Charlemagne Devère, Paris.

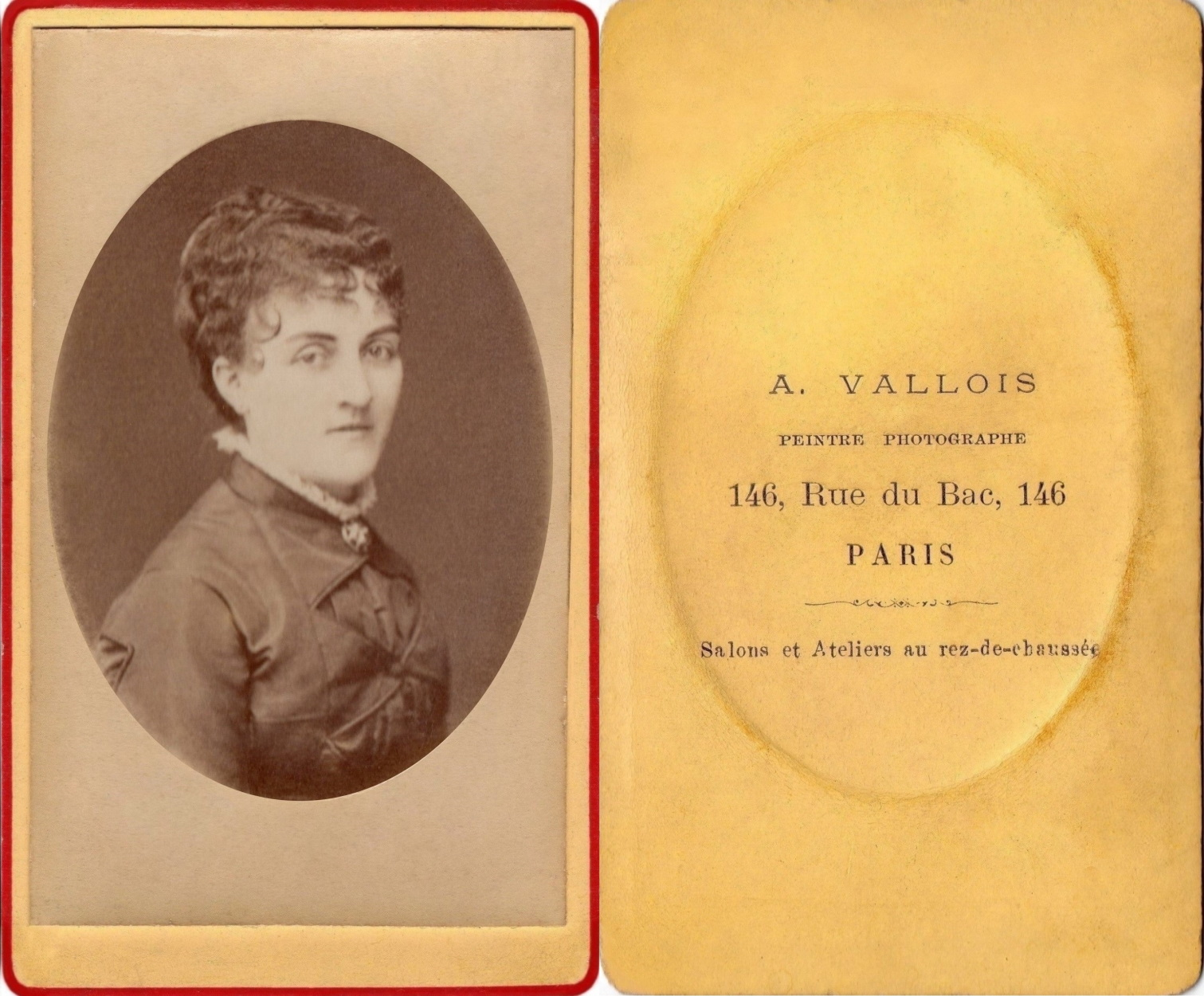
Blanche Boucher gérera la Parfumerie Germandrée de juin 1892 à décembre 1903 (1871).

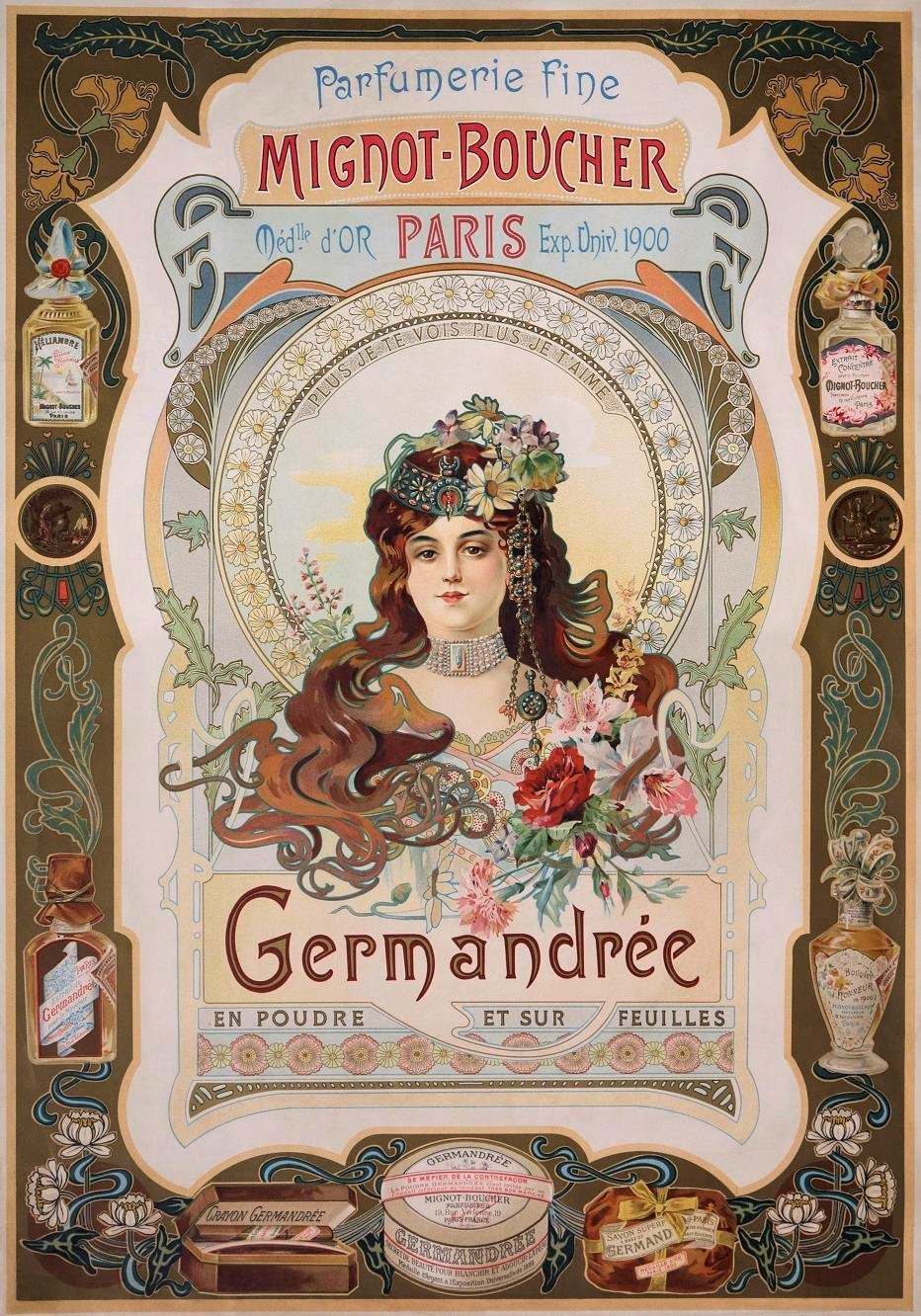
Affiche Parfumerie Germandrée Mignot-Boucher Médaille d'Or Exposition Universelle 1900.

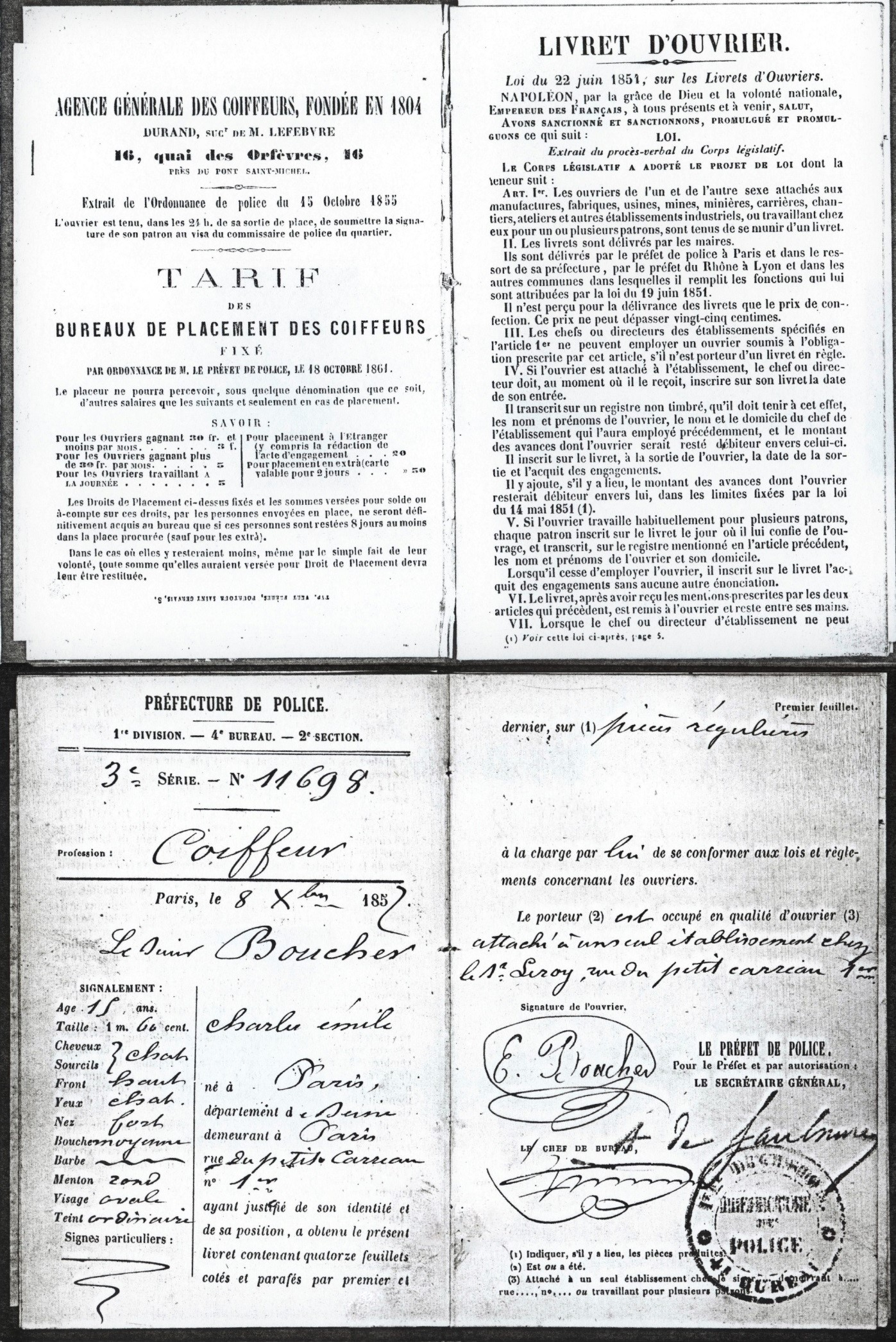
Livret d'ouvrier coiffeur d'Émile Boucher, époque Second Empire.

Émile Boucher naît dans une famille aisée au domicile de ses parents, mariés depuis le 23 janvier 1834. Le baptême a lieu en l'Eglise de Saint Germain l'Auxerrois à Paris le 29 mars 1843, ses parrain et marraine sont : Paul Emile Boubiéla, son cousin et Désirée Boucher, sa sœur qui par la suite épousera Charles Frédéric Hazeler. Ces derniers seront parents d'Henri Hazeler, vice-président du tribunal de commerce en 1903.
Son père Louis Charles Bonaventure, né le 13 juillet 1791 au  Mesnil Aubry (Val d'Oise) conscrit de 1809, fait ses classes à Saumur (Maine et Loire) reçu sous les Drapeaux le 18 mars 1813 au 26ème Régiment de Chasseurs à Cheval, puis Maître Boulanger de 1ère Classe sous le numéro 156 à Paris 27, rue de la Ferronnerie (ancien n°33) Quartier Fontaine des Innocents, décédé à Paris 10ème le 14 juin 1849.
Sa mère née Louise Emélie Deparis, née à Saint Brice sous Forêt (Val d'Oise) le 28 juillet 1816, décédée à Paris 1er le 12 décembre 1842, qu'il ne connaîtra jamais puisqu'elle meure douze jours après sa naissance.
Orphelin a sept ans, élevé par son oncle Pierre Boubiéla, entrepreneur de serrurerie ,qui assure la tutelle pendant une durée de 6 ans jusqu'à son décès le 15 novembre 1855. Â la suite du Conseil de Famille, Monsieur Jean-François Leroy, son cousin, perruquier coiffeur, demeurant à Paris est nommé tuteur jusqu'au 30 novembre 1863, jour de sa majorité.
Sa carrière débute comme coiffeur chez son cousin Leroy au 1, rue des Petits-Carreaux, dans le 2nd arrondissement de Paris (anciennement rue du Petit Carreau) le 8 décembre 1857 ainsi que l'atteste son livret d'ouvrier délivré à cette date par la Préfecture de Paris sous le numéro 11698 3ème série.
Le 17 avril 1866, à Sablé sur Sarthe (Sarthe) il épouse Blanche Chesneau, fille de Eugène Louis Chesneau, coiffeur perruquier et de Emilie Saillot, son épouse, demeurant dans cette même commune. Émile apporte en dot le fonds de commerce de coiffeur parfumeur à Paris 1, rue des Petits Carreaux acquis quelques années plus tôt et revendu en 1873 .De leur mariage naîtront quatre enfants : Louise en 1867, Denise en 1875, Charles en 1878 et André en 1886.
Autodidacte, homme de talent, à l'âge de 31 ans, le 1er septembre 1873, il acquiert de Monsieur Antoine Lecornu le fonds de commerce, de fabrication, de vente de produits de parfumerie fine, cosmétiques et articles de toilette dénommé « Parfumerie Mignot » situé au 19, rue Vivienne, dans le 2nd arrondissement de Paris. Et ce grâce à une aide importante de son beau-frère Eugène Chesneau, propriétaire d'un salon de coiffure pour dames et hommes et vente de parfumerie à Rio de Janeiro.
Précision faite que la Parfumerie a été fondée en 1818 par Monsieur Girard, coiffeur parfumeur, puis de 1837 à 1847 Monsieur Rousselin prend la suite, lui conférant sa réputation européenne, en 1847 son successeur Monsieur Mignot donne son nom à cette maison.
Le personnel, important, compte notamment trois chimistes, dont Paul, fils d'Antoine Lecornu qui est un excellent collaborateur et ami de la famille.
En 1874 dans l'Annuaire des Coiffeurs, il figure comme fournisseur de plusieurs Cours Etrangères.

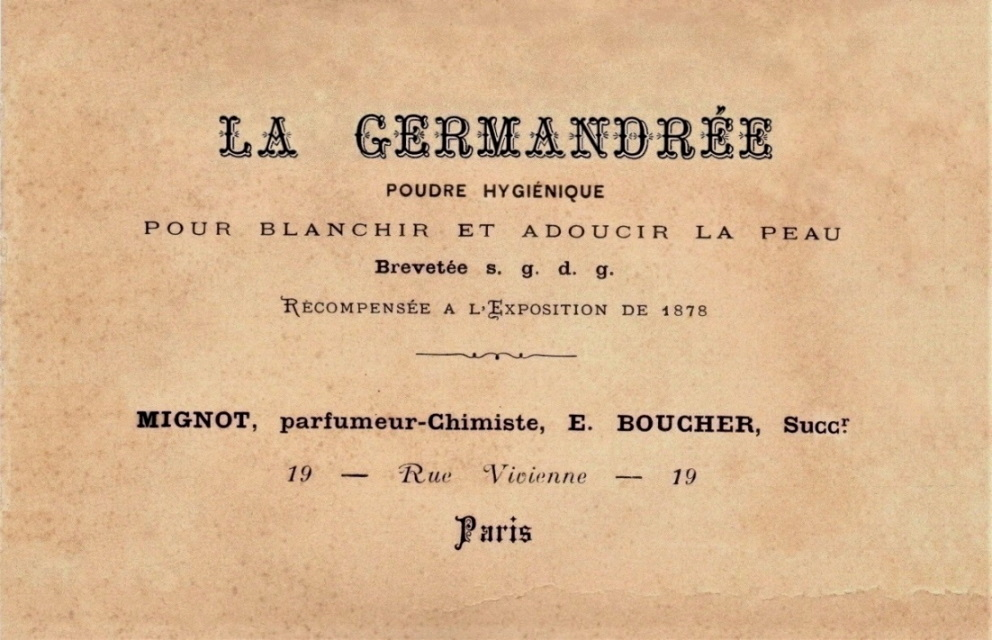
Carte de visite de la Parfumerie Germandrée des années 1880.

Deux ans après le rachat de la parfumerie, il dépose comme Marque de Fabrique, au Tribunal de Commerce de Paris, des étiquettes de boîtes de poudre et de flacons portant le nom « Germandrée », et ayant pour symbole : « Plus je te vois plus je t'aime », emblème poétique au cœur de la période romantique : il crée ainsi la ligne "Germandrée".
Le succès ne se dément pas, comme en témoigne la presse de l'époque. Dans le journal La Presse no 87 du 28 mars 1880, on peut lire : "Beaucoup de poudres de riz sont nuisibles aussi. La meilleure, à notre avis, est jusqu'ici la Germandrée que vend la Parfumerie Mignot, 19, rue Vivienne, elle fait très bien comme éclat et elle est très bienfaisante à la peau, là on trouve aussi l'essence de violette la plus vraie de tout Paris et un savon hygiénique, précieux pour les peaux délicates...".
Fournisseur breveté de LL. MM. L'Empereur  Pedro II et l'Impératrice du Brésil , et ce pendant une durée de onze ans de 1878 à 1889 comme indiqué dans la publicité parue dans l'Annuaire des Coiffeurs de Paris de 1877 ainsi qu'à la rubrique Fabriques de Parfumeries dans les Annuaires-Almanachs du Commerce de Paris du 1 janvier 1878 et du 1 janvier 1889

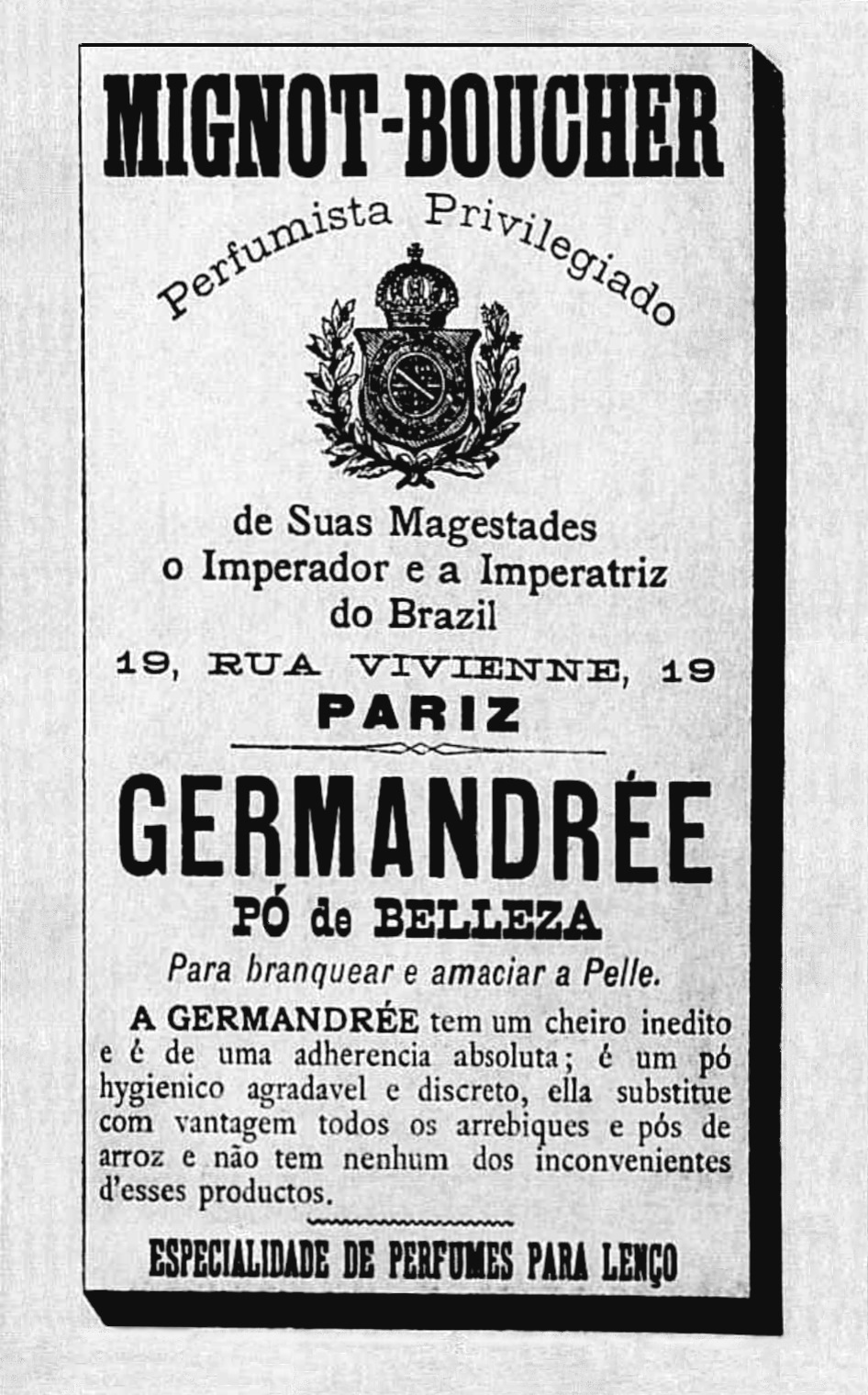
Parfumeur privilégié Brésil entre 1886 et 1887 publicité parue dans le journal brésilien A Estaçao memoria.bn.br

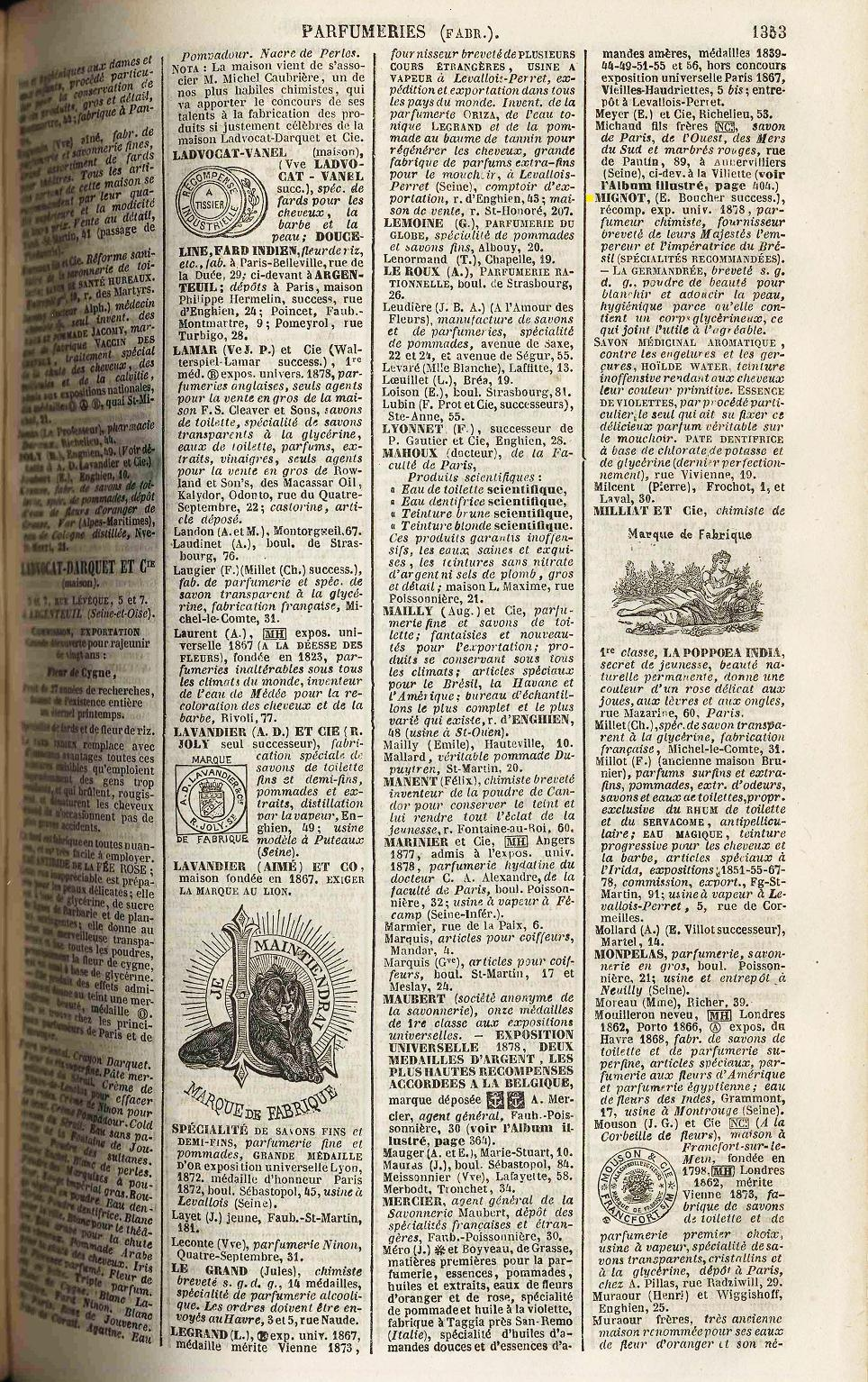
Archives de Paris cote Per 292 1879-

Plus de 50 % de la production de cette maison est exportée vers les pays suivants : Angleterre, Italie, Roumanie, Russie, Allemagne, Brésil, Géorgie, Belgique, Espagne, Suisse, Hollande..
Parfums et cosmétiques sont commercialisés dans toutes les bonnes maisons françaises, ainsi que dans deux grands magasins parisiens : Le Printemps et le "Grand Magasin du Louvre".

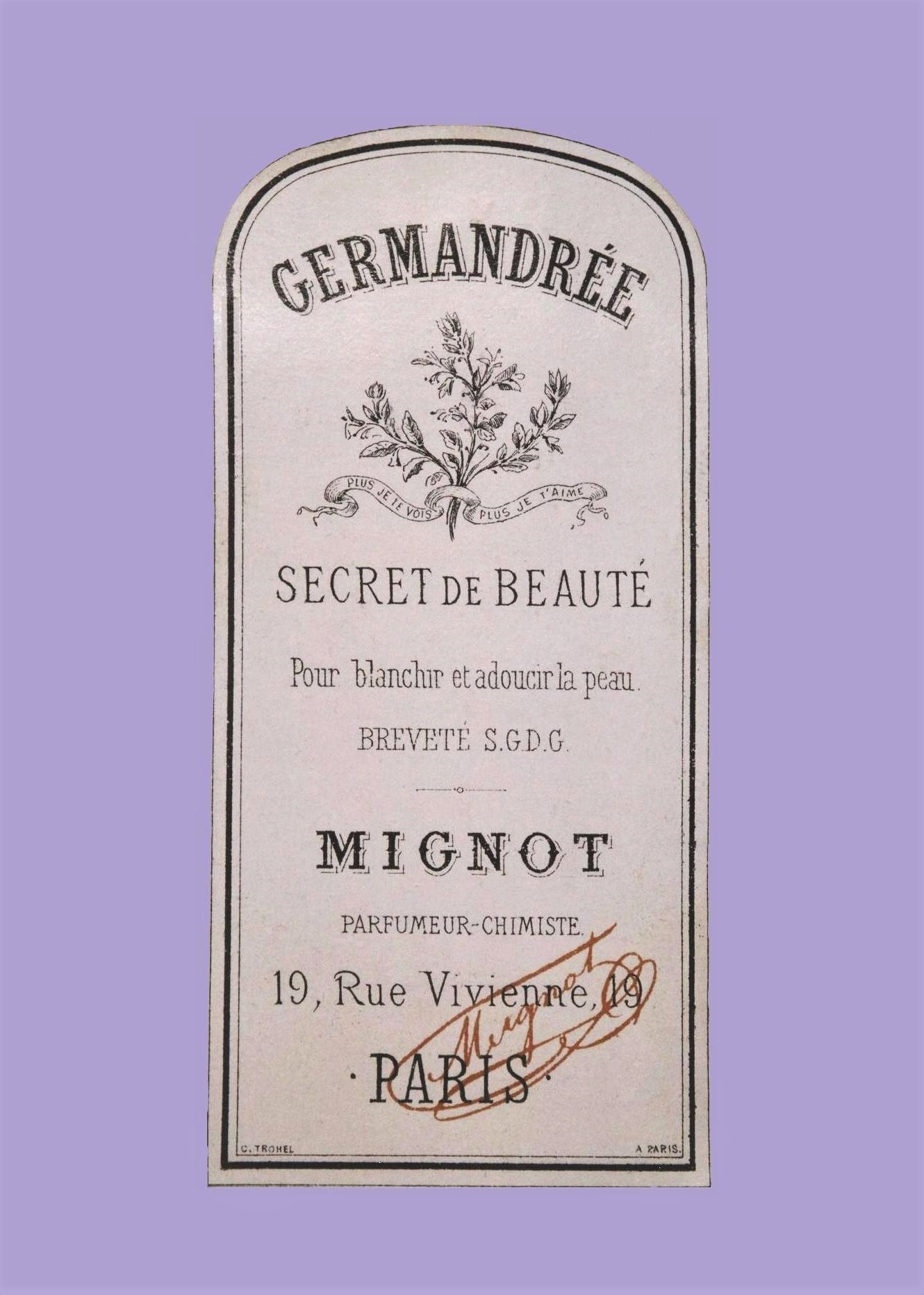
Germandrée - étiquette de flacon dépôt au Tribunal de Commerce de Paris le 7 août 1875

La Parfumerie Mignot prend la dénomination « Mignot-Boucher » à partir de 1884, participe à plusieurs Expositions Universelles à Paris, et est récompensée par une Mention Honorable en 1878  et une Médaille d'Argent en 1889.
D'importants travaux d'agrandissement et d'embellissement sont effectués en 1885 comme l'indique l'annonce parue dans Le Figaro du 7 décembre 1885 .
La maison fabrique plus de 80 extraits. Dans la Revue "La Vie heureuse" de décembre 1907, on peut lire « Cette Maison créée en 1818 a toujours été à l'avant-garde du progrès » ; elle utilisait déjà, entre 1876 et 1881 et pour la composition de certains de ses extraits, des produits de synthèse comme la coumarine, l'héliotropine, la vanilline : héliotrope blanc, foin coupé, Chypre, lilas blanc, verveine blanche  et a-ionone pour sa "violette de Parme"...

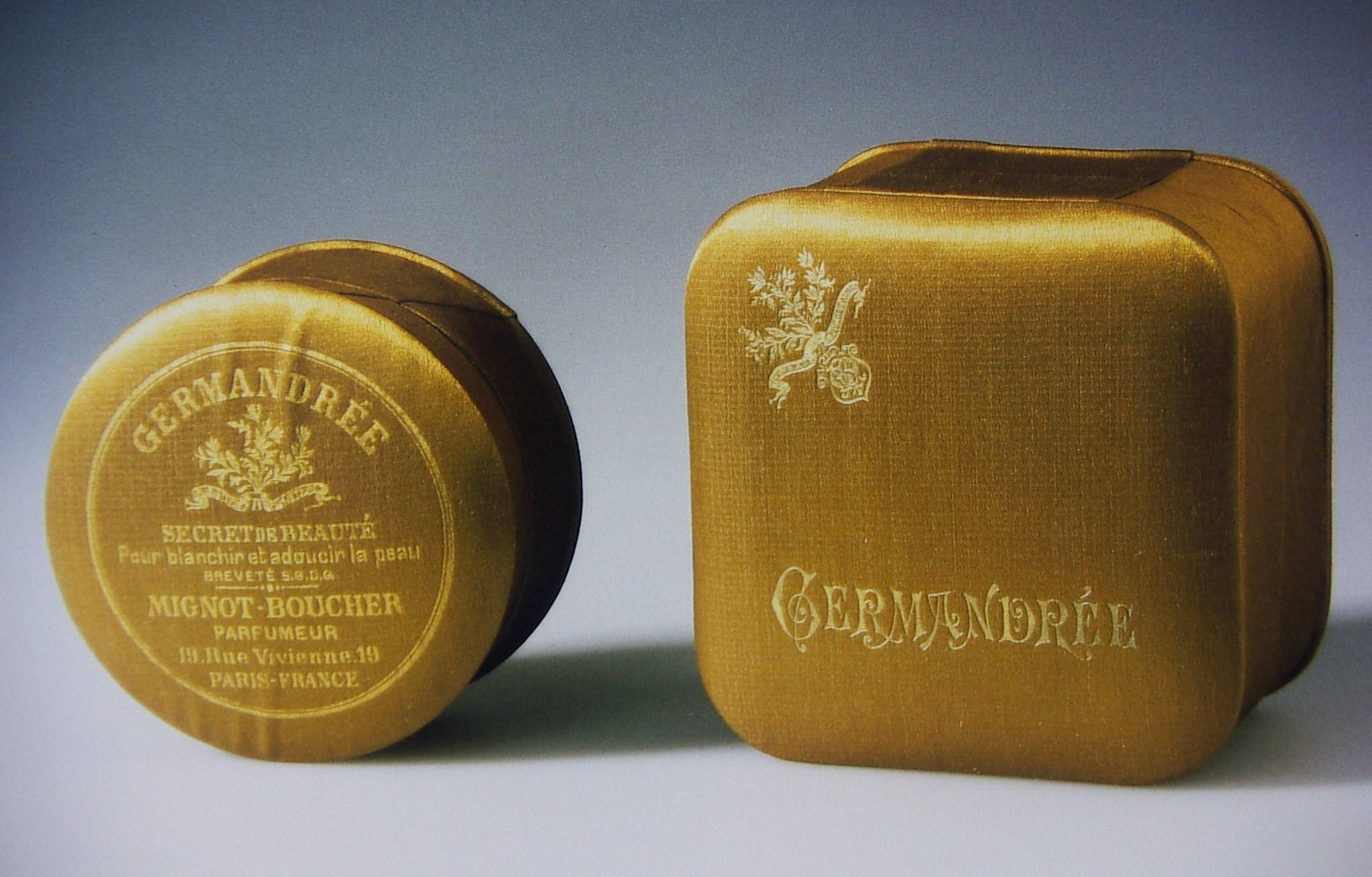
Boîte écrin Poudre de Beauté GERMANDRÉE renfermant une boîte de poudre de riz (diam : 7.8 cm), toutes deux recouvertes de satin jaune d'or. Le dessus de l'écrin porte l'inscription : GERMANDRÉE. Dans le coin supérieur gauche l'arbrisseau souligné d'un ruban portant l'inscription “Plus je te vois / Plus je t'aime” qui surmonte les initiales de la Maison MB entrelacées.

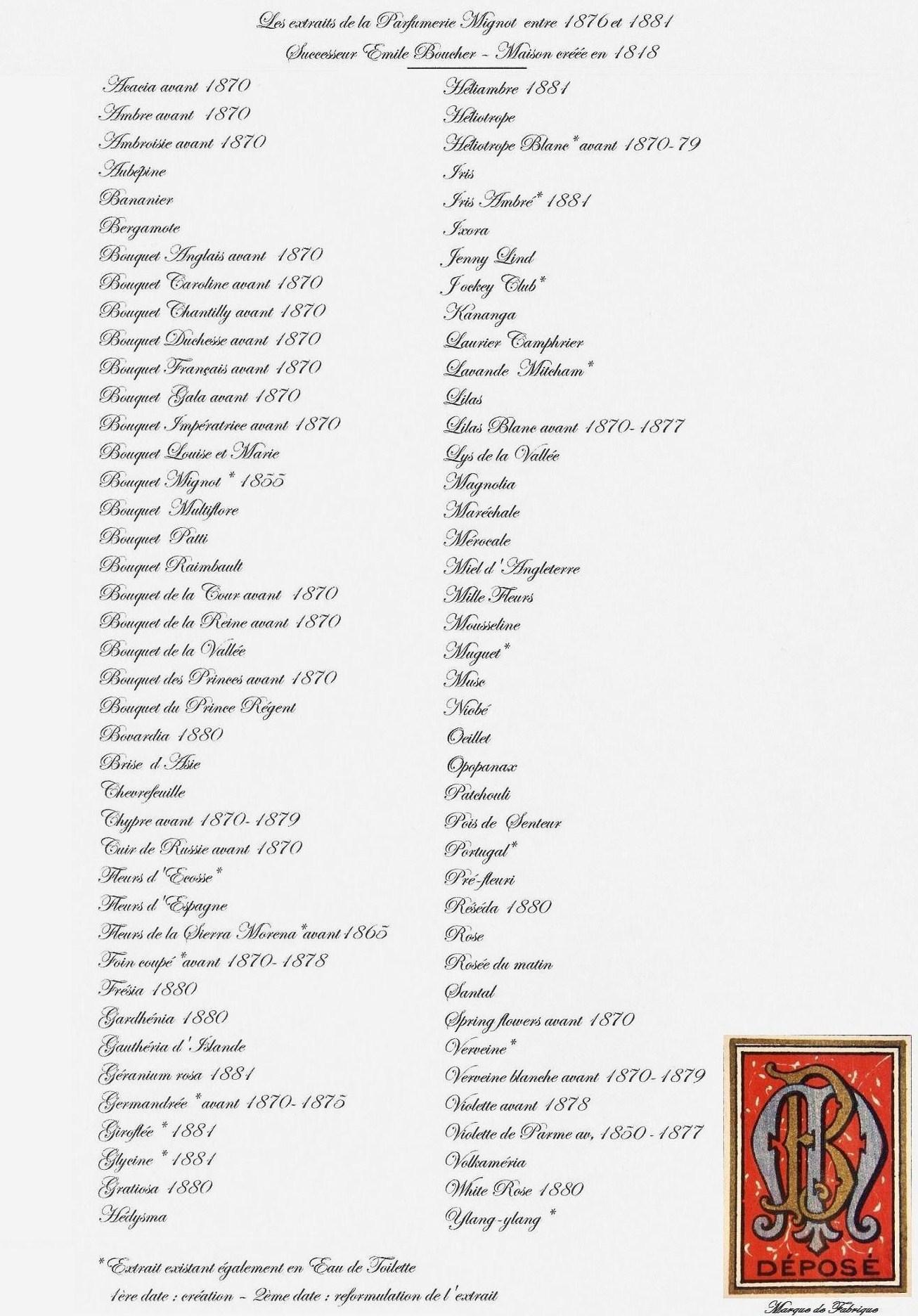
Les extraits de parfums entre 1876 et 1881.

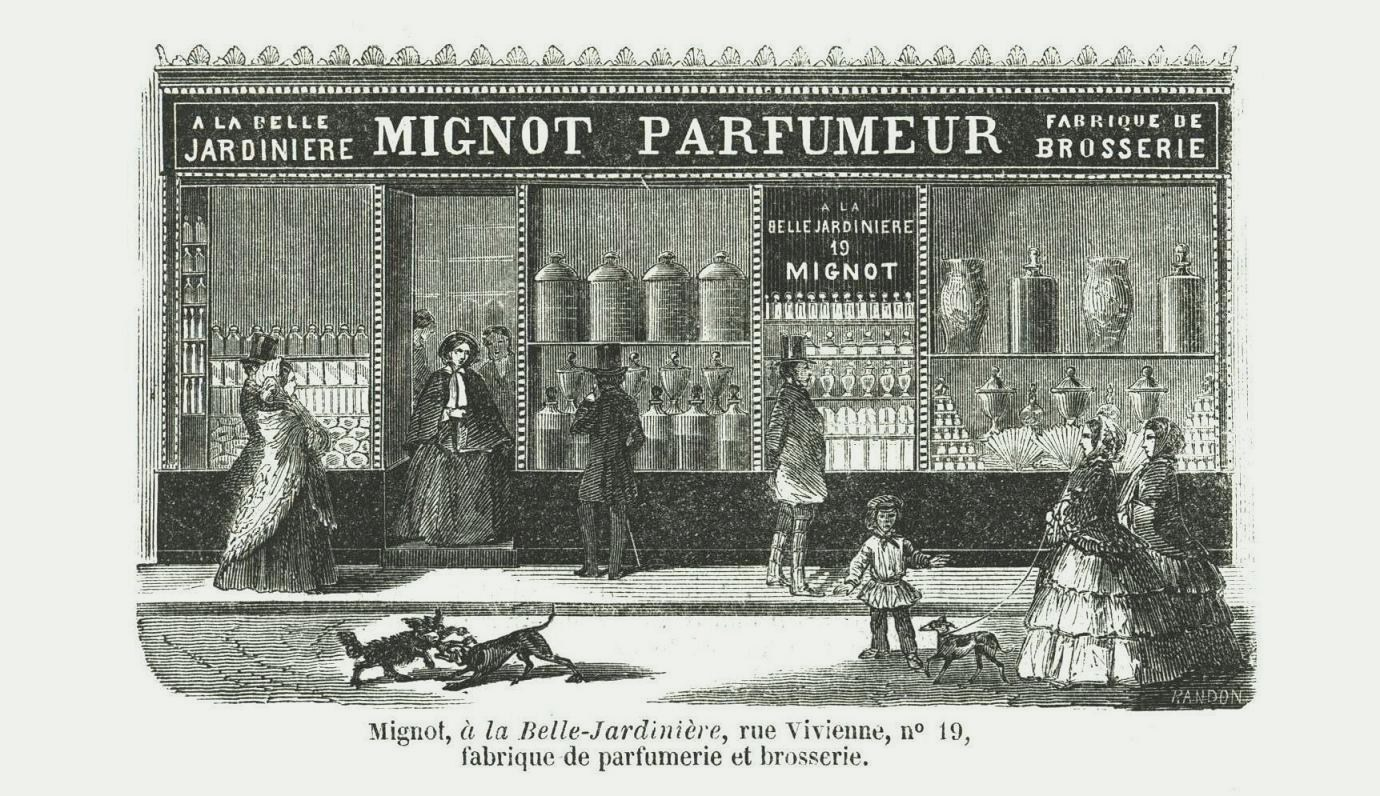
Parfumeur MIGNOT 1854.

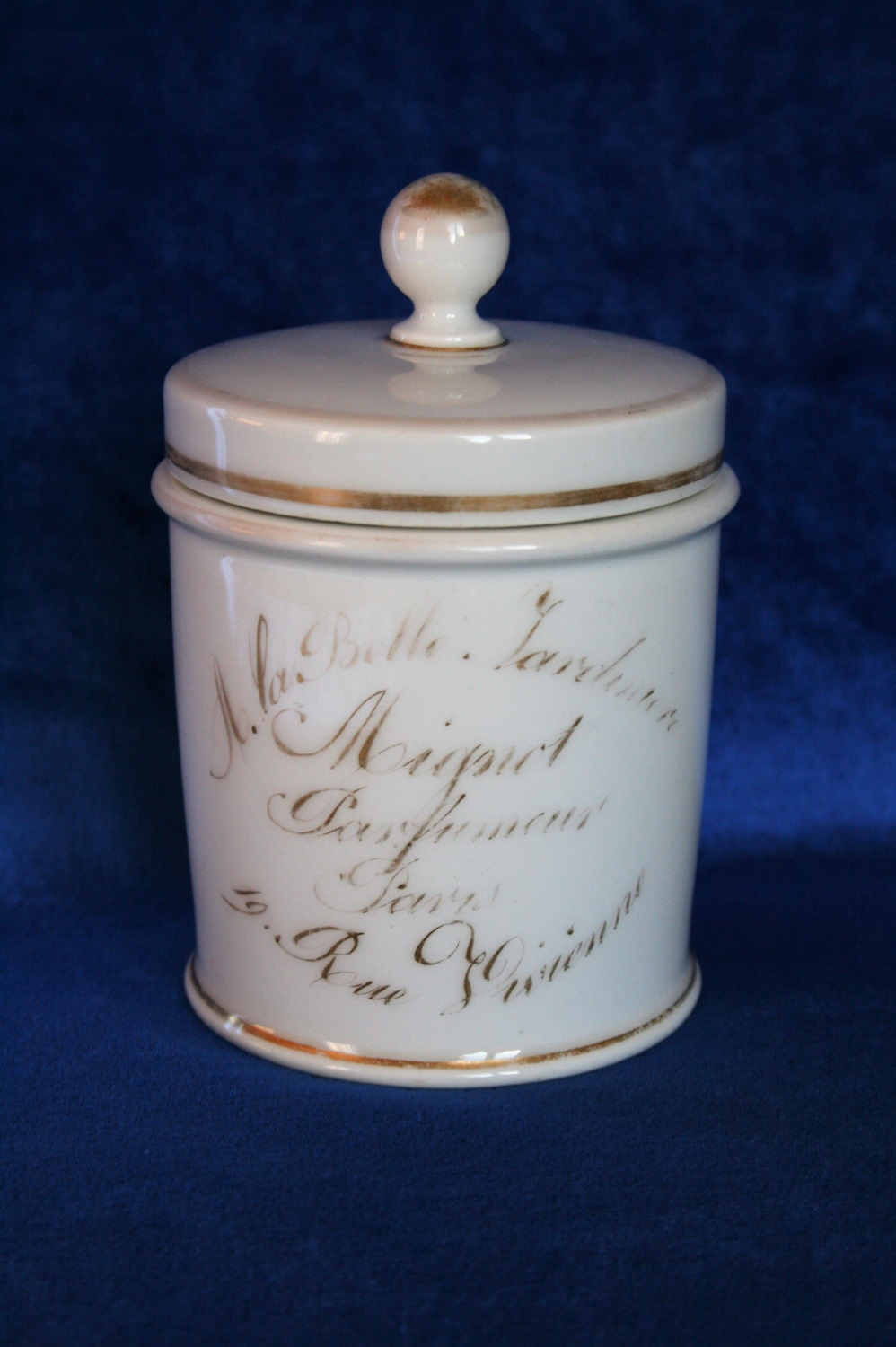
Aspasine Crème émulsive du Parfumeur Mignot créée en 1853 - porcelaine du Second Empire vers 1860

On retrouve dans divers catalogues et journaux de l'époque nombreux encarts publicitaires : le Moniteur de la Parfumerie, Le Monde illustré, Le Figaro, La Presse, Le Gaulois, La Mode illustrée, Le Soleil du Dimanche, Le Temps, Java-Bod (journal hollandais)...
Il travaille avec les fournisseurs suivants : Nortier G. pour les étiquettes, Pochet du Courval pour le flaconnage, Pinel pour les boîtes de formes.
Pour éviter les contrefaçons, déjà nombreuses, la Parfumerie adhère à l'Union des Fabricants, en 1890.

### Mort
Émile Boucher décède à l'âge de 49 ans, le 18 mai 1892 souffrant de troubles respiratoires importants, son épouse fait appel à plusieurs médecins, en dernier ressort, il est loué un ballon d'oxygène très rare à l'époque ainsi qu'il est indiqué dans l'inventaire après décès de l'Etude de Me Breuillaud, notaire à Paris du 4 juin 1892.

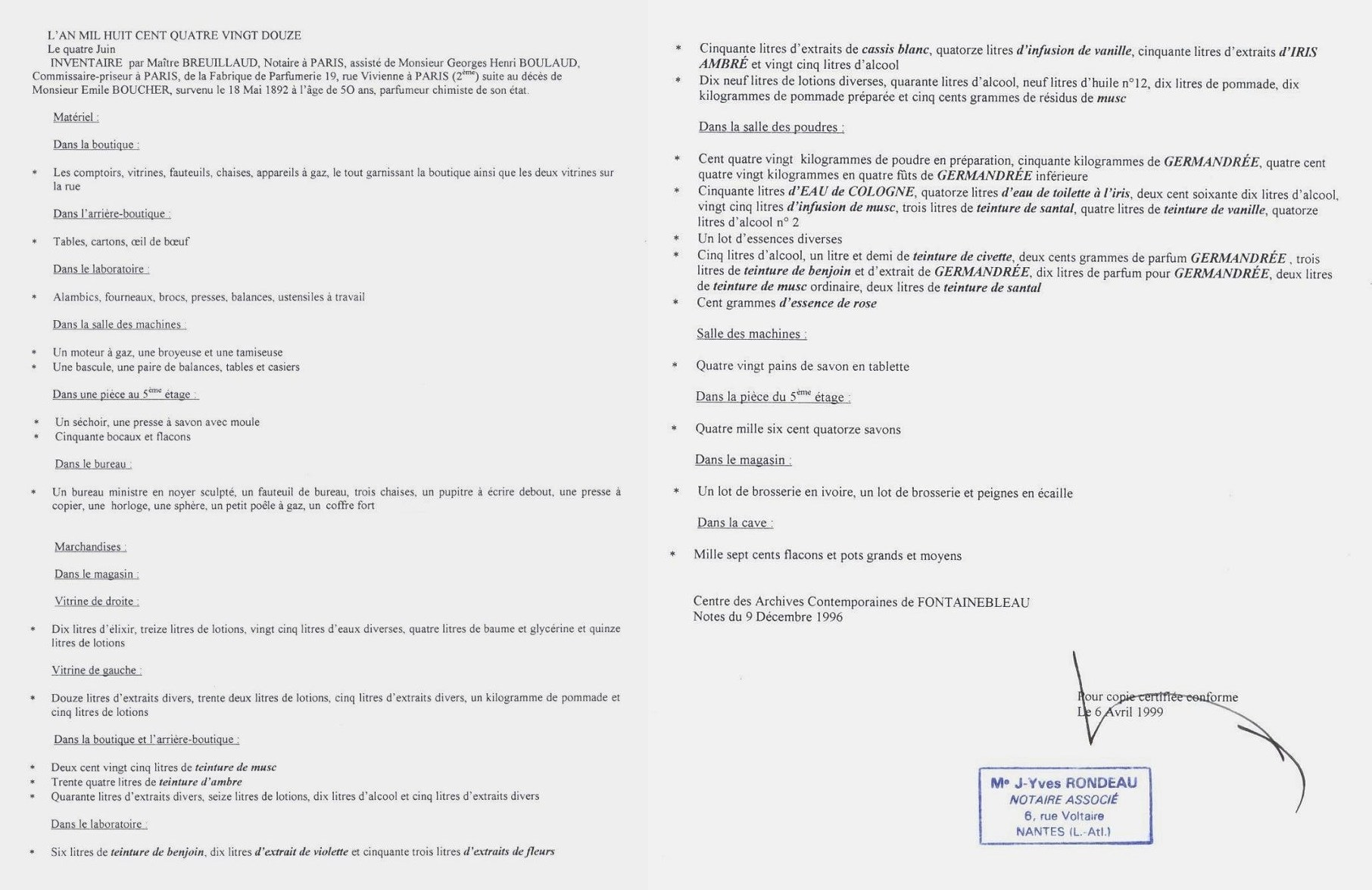
Inventaire après décès de Monsieur Emile BOUCHER du 18 mai 1892

## Succession
La parfumerie continuera à être exploitée avec succès par sa veuve unique propriétaire par suite de la donation qu'elle a faite à ses enfants de leurs droits dans la succession de leur père. Elle fait part partie des veuves méritantes de l'époque, femme courageuse et volontaire qui dirige seule l'entreprise familiale pendant huit ans avec ses filles Louise et Denise, toutes deux comptables et les anciens collaborateurs de son mari puis avec son fils pendant trois ans. Sa gestion rigoureuse fera prospérer cette Maison.
Notamment figure sur l'affiche ci-dessus, la Germandrée sur feuilles , l'une des premières poudres comprimées sur des cartes échantillons; innovante et discrète.

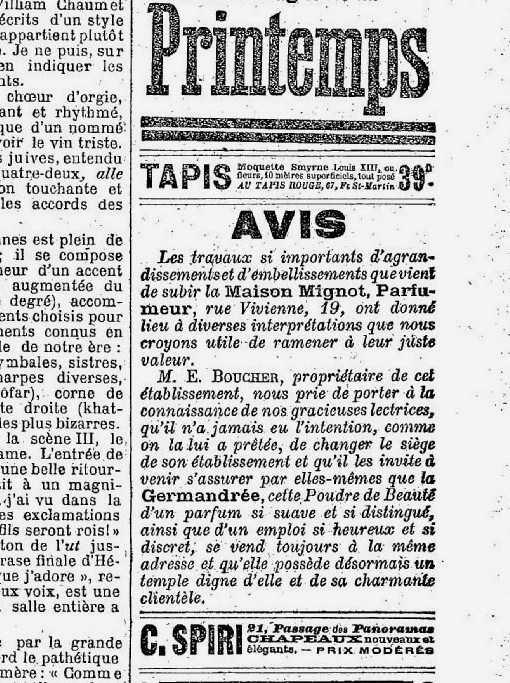
annonce du journal Le Figaro du 7 décembre 1885 n° 341 page 3 - agrandissement de la Maison Mignot document Gallica BNF.

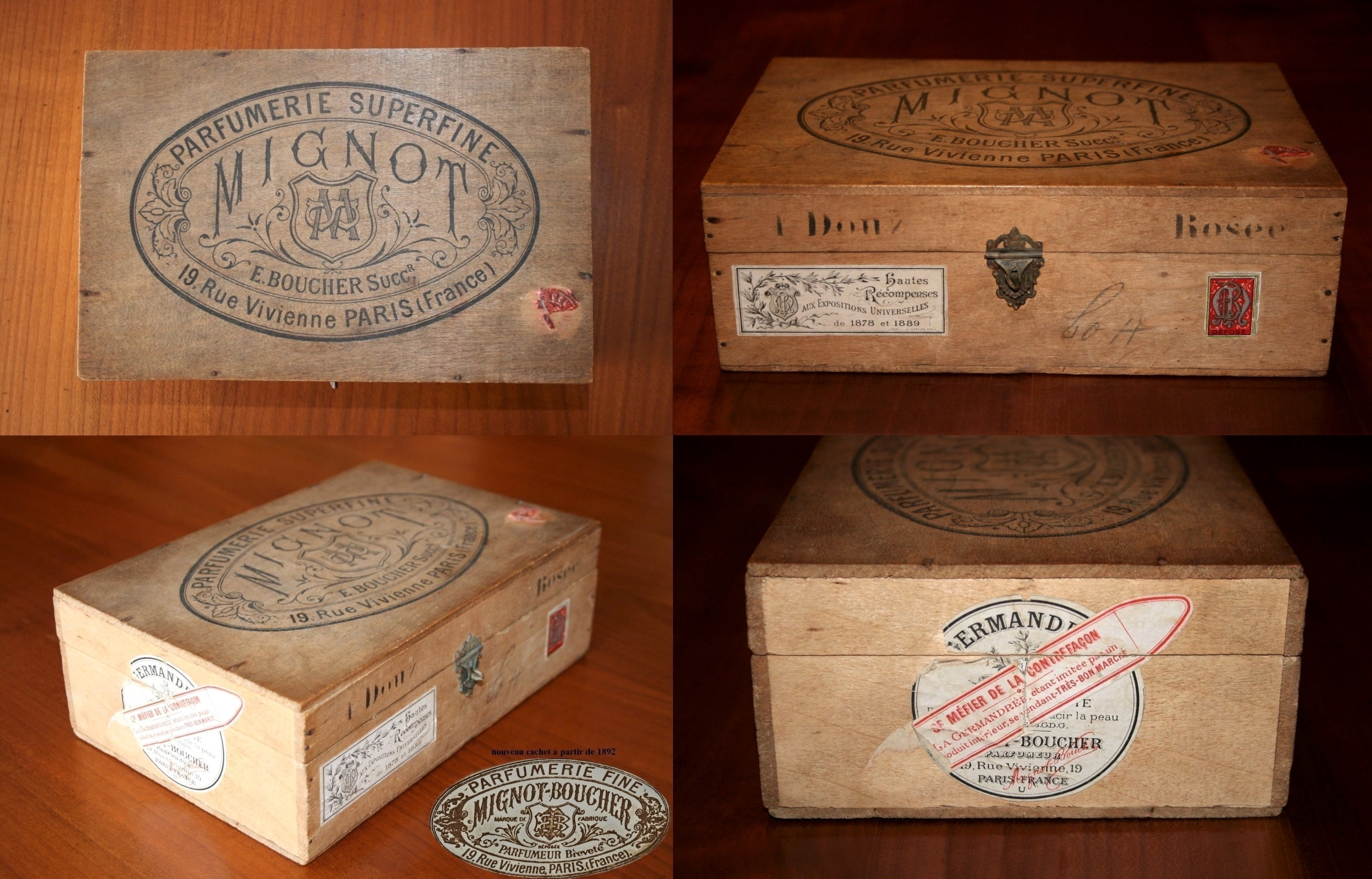
Boîte en bois Parfumerie Mignot succ. E. Boucher datant de 1890 servant à l'envoi des cosmétiques et parfums en France et à l'étranger.

Le 19 avril 1900 est créée une Société en Nom Collectif entre Blanche Boucher, parfumeuse et Charles Boucher, industriel, demeurant tous deux à Paris 2ème 26, rue des Petits Champs, dont le siège social est fixé à Paris 2ème 19, rue Vivienne pour une durée de six ans à compter du 1er février 1900 ayant pour raison sociale "Veuve E.Boucher et Fils, successeurs de Mignot-Boucher"
Madame Boucher se réserve la direction de la société et le recrutement du personnel et son fils la direction de la fabrication, du laboratoire, la visite des clients en France et à l'étranger.
Elle se retire de la société à compter du 31 décembre 1903 et devient rentière; la parfumerie est transmise à son fils.
La Maison est récompensée par une Médaille d'Or  à l'Exposition Universelle de 1900. A cette occasion les directeurs de cette parfumerie ont fêté l'attribution de cette médaille le 8 septembre 1900 chez Douix au Palais Royal par un grand banquet qui réunissait tout le personnel ainsi que la famille, notamment Monsieur Henri Hazeler.

## Sources
- Guide Général dans Paris 1855 page 218 : https://archive.org/details/guidegeneraled00expo/page/218/mode/2up?view=theater
- Eloge de la Parfumerie Mignot : les fournisseurs en vogue 1861 Mignot - Lubin - Chardin : https://gallica.bnf.fr/ark:/12148/bpt6k1139514/f15.image.r=Arthur+Barbat+de+Bignicourt.langFR page 15
- Almanach du Commerce – réf 4° Z 4 à la Bibliothèque historique de la Ville de Paris et Archives de Paris PER 292 1879 DIDOT-BOTTIN
- Notes d'Émile Boucher, entre 1876 et 1881
- Pour la presse de l'époque, voir www.https://gallica.bnf.fr/
- Archives Contemporaines de Fontainebleau : inventaire après décès (1892)
- Récompense : Médaille d'Or : https://cnum.cnam.fr/pgi/fpage.php?8XAE578.3/475/80/541/0/0
- Exposition Universelle 1900 : http://www.expositions-universelles.fr/1900-exposition-universelle-Paris.html
- Photographe Charlemagne Devère :https://www.portraitsepia.fr/photographes/devere/